# Де Оливейра Алвес, Карлос Эдуардо
Карлос Эдуардо де Оливейра Алвес (порт. Carlos Eduardo de Oliveira Alves, 17 октября 1989) — бразильский футболист, полузащитник бразильского клуба «Ботафого».

## Клубная карьера
Карлос Эдуардо начинал свою карьеру будучи игроком бразильского клуба «Деспортиво Бразил» и выступая на правах аренды за другие бразильские команды «Итуано», «Флуминенсе» и «Гремио Пруденти». 31 мая 2009 года он дебютировал в бразильской Серии А, выйдя на замену в середине второго тайма гостевого матча «Флуминенсе» против «Наутико Ресифи». 6 августа того же года Карлос Эдуардо забил свой первый гол в Серии А, доведя счёт до разгромного в домашнем поединке с командой «Спорт Ресифи».
С начала 2011 года бразилец на правах аренды выступал за клуб португальской Второй лиги «Эшторил-Прая», с которым в 2012 году выиграл лигу и подписал полноценный контракт. Летом 2013 года Карлос Эдуардо перешёл в «Порту», а спустя год на правах аренды отправился во французскую «Ниццу». 26 октября 2014 года в гостевом матче французской Лиги 1 против «Генгама» он сделал пента-трик.
Летом 2015 года Карлос Эдуардо перешёл в саудовский «Аль-Хиляль».
После проведенных 7 лет в клубе, не стал продлевать контракт, покинув клуб. Стал игроком саудовского клуба "Аль-Ахли". Но через полгода клуб покинул.
В летнее трансферное окно сезона 2022/2023 стал игроком бразильского клуба "Ботафого".
Выступает под 33 игровым номером.

## Достижения
«Эшторил-Прая»
- Победитель Второй лиги Португалии (1): 2011/12

 «Аль-Хиляль»
- Чемпион Саудовской Аравии (1): 2016/17
- Обладатель Кубка короля Саудовской Аравии (1): 2017
- Обладатель Кубка наследного принца Саудовской Аравии (1): 2015/16
- Обладатель Суперкубка Саудовской Аравии (1): 2015